# باغبان وفادار (فیلم)
باغبان وفادار (به انگلیسی: The Constant Gardener) فیلمی در ژانر مهیج سیاسی محصول سال ۲۰۰۵ به مدت ۱۲۸ دقیقه به کارگردانی فرناندو میرلس و با بازی رالف فاینز و ریچل وایس محصول سال ۲۰۰۵ است.

## خلاصه داستان
جاستین کویل (رالف فاینز)، دیپلمات بریتانیایی، در مأموریتی جدید به کنیا رفته‌است. تسا (ریچل وایس)، همسر جاستین، یکی از فعالان و مدافعان حقوق بشر است که علیه فقر و بی‌عدالتی‌های اجتماعی مبارزه می‌کند. جاستین به او هشدار می‌دهد که زیاد در امور زندگی مردم کنیا، که بدبختی دست از سرشان برنمی‌دارد، دخالت نکند؛ ولی تسا به این هشدارها اعتنایی نمی‌کند. البته این تنها زمینه‌ای نیست که تسا حرف‌های همسرش را که گمان می‌بَرَد زنش رابطه‌ای هم دارد، به گوش نمی‌گیرد. چون پس از رسیدن به کنیا با پزشک کنیایی نیز آشنا شده و اوقاتی را با او می‌گذرانَد. یک روز تسا ناپدید می‌شود و بعداً جسدش را که به طرز وحشیانه‌ای به قتل رسیده، کشف می‌کنند. مقامات رسمی معتقدند که او پس از جروبحثی، توسط همان پزشک به قتل رسیده‌است. اما خیلی زود بر جاستین آشکار می‌شود که توطئه‌ای گسترده‌تر به مرگ تسا منجر شده‌است و بنابراین، به جاهایی سر می‌کشد که چندان هم با آغوش باز از او استقبال نمی‌کنند، به‌خصوص با در نظر داشتن شهرتش، که هیچ‌گاه جلودار رفتار و اعمال قدرتمندان و ثروتمندان نبوده‌است...

## جوایز
1. برندهٔ جایزه اسکار بهترین بازیگر نقش مکمل زن - ریچل وایس
2. نامزد جایزه اسکار بهترین فیلم‌نامه اقتباسی - جفری کین
3. نامزد جایزه اسکار بهترین موسیقی فیلم - آلبرتو ایگلسیاس
4. نامزد جایزه اسکار بهترین تدوین فیلم - کلیر سیمپسون
5. نامزد جایزه گلدن گلوب بهترین فیلم درام
6. نامزد جایزه گلدن گلوب بهترین کارگردانی - فرناندو میرلس